# Place Francis-Planté
La place Francis-Planté est l'une des principales places de la commune de Mont-de-Marsan, dans le département français des Landes.

## Présentation
Cet espace public est de forme parfaitement circulaire d'un diamètre de 104 mètres. Un parc de stationnement d'une capacité de plus de 200 places y est aménagé.

### Situation et accès
La place est située dans le quartier de Nonères, au nord de la Douze. Elle dessert l'entrée principale du lycée Victor-Duruy et du parc Jean-Rameau. Elle est traversée par l'avenue Victor-Duruy qui la relie au centre-ville par le pont du Lycée. Elle rencontre la rue Corcos, la rue de la Pépinière et le boulevard Jean-Lacoste.

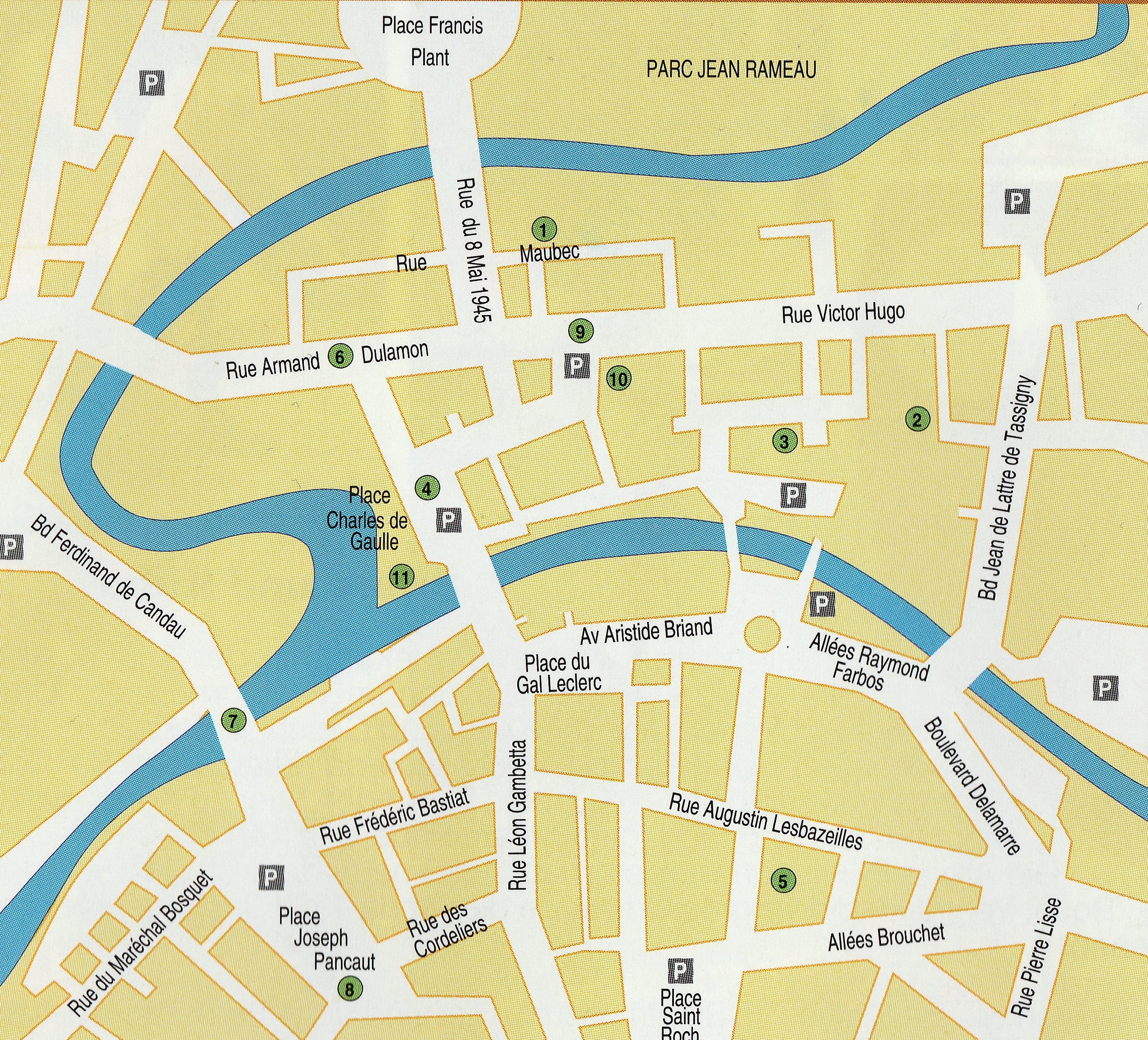
Situation de la place du Général-Leclerc

### Origine du nom
Cet espace figure sur des documents administratifs sous le nom de « place des Boulevards » en 1826, « place de la Pépinière » en 1831 puis « place du Lycée » en 1876. Cette dernière appellation est officialisée par délibérations du conseil municipal des 6 février 1884 et 14 avril 1899. Il est renommé par délibération du conseil municipal du 6 juillet 1912 en hommage au pianiste Francis Planté, neveu de l'ancien maire Fortis Adolphe Marrast.

### Historique
XIXe siècle
Cet espace public est créé en 1818 à l'emplacement de la métairie de Dosque, alors situé sur la commune autonome de Nonères, dont ce secteur sera annexé à Mont-de-Marsan par ordonnance royale du 10 mai 1831. Il borde alors la Pépinière Départementale créée en 1813.
La place nouvellement aménagée accueille le temps des fêtes patronales de la commune de Nonères des arènes en bois démontables où sont présentées courses landaises et courses de taureaux. Elle sert également pendant de nombreuses années à des cérémonies de l'armée, en particulier le défilé militaire du 14 Juillet.
XXe siècle
Le 6 octobre 1913, le cortège conduisant Raymond Poincaré traverse la place du Lycée lors des fêtes présidentielles.

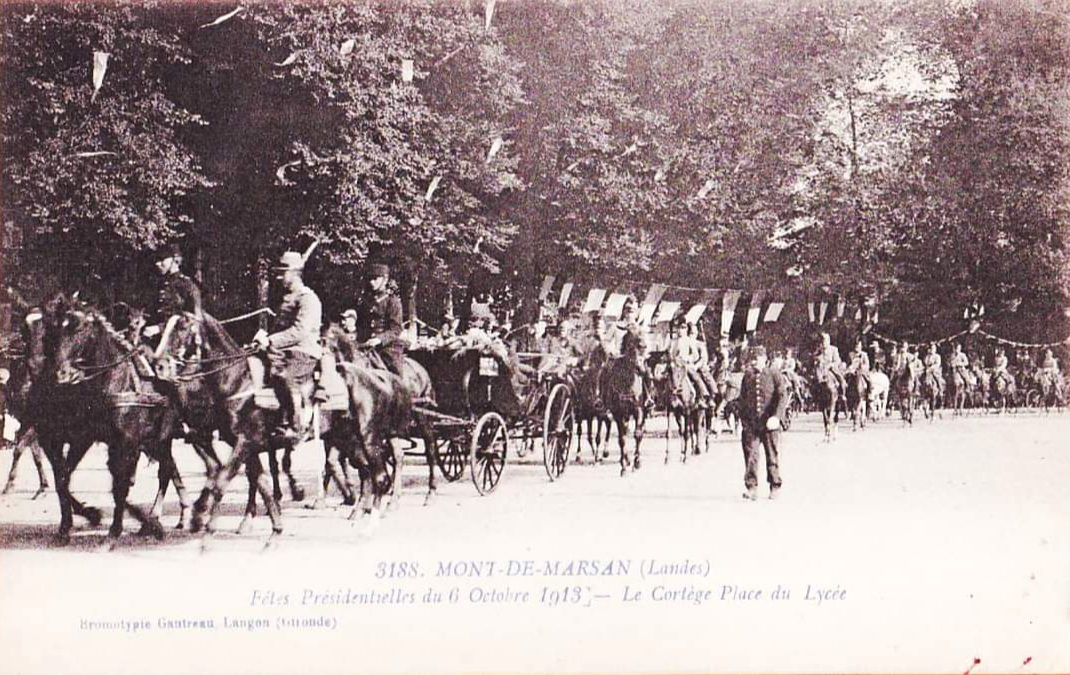
Passage du cortège présidentiel par la place du Lycée le 6 octobre 1913.
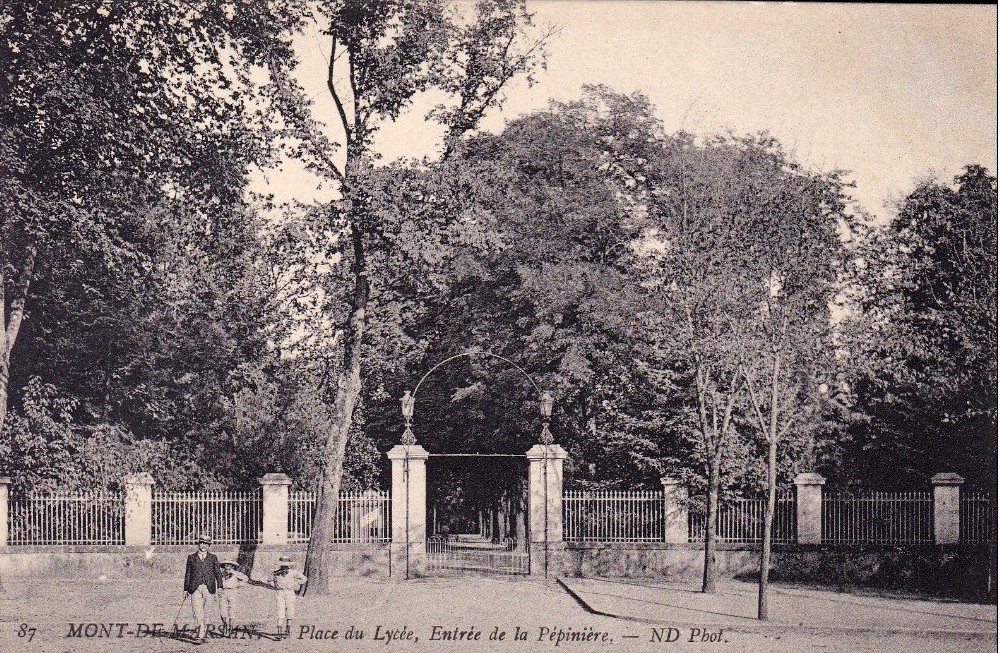
Entrée de la Pépinière Départementale

Au cours des décennies 1960 et 1970, les foires-expositions, qui ont alors lieu au parc Jean-Rameau, débordent sur la moitié de la place. En 1972 est aménagé l'actuelle zone de stationnement, ceinturée d'une seule rangée d'arbres.